# Gino D'Ippolito
Gino D'Ippolito (Colledimezzo, Italia; 4 de marzo de 1935) es un exárbitro de fútbol italiano naturalizado estadounidense.

## Trayectoria
Empezó arbitrando en 1963 y cinco años después estuvo en la temporada inaugural de la North American Soccer League, la entonces liga más importante de Estados Unidos y Canadá.
En 1975 le otorgaron el gafete de FIFA y su primer gran partido internacional que arbitró fue la vuelta de la Copa Interamericana 1977, en que el Club América derrotó en tiempos extras al CA Boca Juniors.
Después estuvo en el Preolímpico de Concacaf de 1980 y en la victoria de la selección de El Salvador sobre Guatemala de 1 por 0, correspondiente a la eliminatoria del Mundial de 1982.